# Trofosfamida
Trofosfamida é um fármaco utilizado em medicamentos como antineoplásico. É utilizado nos tratamentos de linfomas, leucemias e outros tumores. É um agente alquilante da classe das mostardas nitrogenadas.